# NGC 4708
NGC 4708 (другие обозначения — MCG -2-33-16, IRAS12470-1049, PGC 43382) — галактика в созвездии Дева.
Этот объект входит в число перечисленных в оригинальной редакции «Нового общего каталога».
В галактике вспыхнула сверхновая SN 2005bo типа Ia, её пиковая видимая звездная величина составила 15,3.
В галактике вспыхнула сверхновая SN 2003ef типа II, её пиковая видимая звездная величина составила 16,3.